# 턴에이 건담
《턴에이 건담》(일본어: ∀ガンダム, 영어: Called Turn A Gundam)은 선라이즈가 제작한 텔레비전 애니메이션으로, 《건담 시리즈》에 속하는 로봇 애니메이션 작품이다. 1999년 4월 9일부터 2000년 4월 14일까지 후지 TV 계열에서 전 50화가 방송되었다. 2002년에는 극장판 버전으로 2개가 공개되었다.